# Dióssy D. Ákos
Dióssy Dezső Ákos (1968. március 12. –) magyar zenész, a Kispál és a Borz billentyűse.

## Pályafutása
Budapesten él, volt felesége zongoraművész, két lány, Dorka és Panka édesapja. Hangszere: Yamaha MOTIF7.
Korábbi zenekarai:  A Cég, Aranyláz, Korom és Angyalszív, Kimnowak, Equus, S-Modell, Pál Utcai Fiúk, Európa Kiadó. Közreműködött a Kaukázus és Manökken Proletarz zenekarok koncertjein is. Kispálék néhány lemeze mellett a Kiscsillag koncertjeinek is „hangfelelőse”, ő rögzítette a Csészényi tér című 30Y-lemez hangszeres részeit, illetve az ő nevéhez fűződik az Egy perccel tovább című koncertlemez teljes rögzítése és keverése. 
Társproducerként részt vett a Hiperkarma zenekar első lemezének elkészítésében. A Kerekes Band "Pimasz" című lemezét rögzítette 2006-ban. 2009-ben saját hangstúdiót indított, a Csík zenekar utolsó öt albumának keverése is az ő nevéhez fűződik. 2012-től a Citysound hangstúdióban folytatja a felvételek készítését és keverését, valamint a Kiscsillag és az Európa Kiadó zenekar koncertjeit keveri és számtalan koncertfelvétel is dicséri a kezét.